# Klokočevec Samoborski
 Klokoločevec Samoborski  falu Horvátországban Zágráb megyében. Közigazgatásilag Szamoborhoz tartozik.

## Fekvése
Zágrábtól 22 km-re nyugatra, községközpontjától 3 km-re északnyugatra az A3-as autópálya határátkelőhelye mellett fekszik.

## Története
1857-ben 139, 1910-ben 315 lakosa volt. Trianon előtt Zágráb vármegye Szamobori járásához tartozott. 2011-ben 366 lakosa volt. 

## Lakosság
| Lakosság változása | Lakosság változása | Lakosság változása | Lakosság változása | Lakosság változása | Lakosság változása | Lakosság változása | Lakosság változása | Lakosság változása | Lakosság változása | Lakosság változása | Lakosság változása | Lakosság változása | Lakosság változása | Lakosság változása | Lakosság változása |
| ------------------ | ------------------ | ------------------ | ------------------ | ------------------ | ------------------ | ------------------ | ------------------ | ------------------ | ------------------ | ------------------ | ------------------ | ------------------ | ------------------ | ------------------ | ------------------ |
| 1857               | 1869               | 1880               | 1890               | 1900               | 1910               | 1921               | 1931               | 1948               | 1953               | 1961               | 1971               | 1981               | 1991               | 2001               | 2011               |
| 139                | 158                | 193                | 260                | 288                | 315                | 322                | 347                | 407                | 416                | 446                | 429                | 447                | 433                | 403                | 366                |